# Laura Haddock
Laura Jane Haddock (Enfield, 21 augustus 1985) is een Brits actrice. Ze is vooral bekend als Kacie Carter in Honest, Bethan in The Colour of Magic, Lucrezia in Da Vinci's Demons, Natasha in Monday Monday, in How Not to Live Your Life, en Alison in The Inbetweeners Movie.

## Biografie
Laura Haddock werd geboren in Enfield, Londen en is opgegroeid in Harpenden, Hertfordshire. Hier zat ze op de St. George's School. Haddock verliet de school op 17-jarige leeftijd om drama te gaan studeren in Londen, Ze is opgeleid bij Arts Educational School in Chiswick.
Haddock was gedurende 2013-2019 getrouwd met acteur Sam Claflin.

## Filmografie

### Film
| Jaar | Titel                              | Rol              | Opmerkingen                                       |
| ---- | ---------------------------------- | ---------------- | ------------------------------------------------- |
| 2007 | The Colour of Magic                | Bethan           | Televisiefilm                                     |
| 2008 | Marple: A Pocket Full of Rye       | Miss Grosvenor   | Televisiefilm                                     |
| 2011 | Captain America: The First Avenger | Autograph Seeker |                                                   |
| 2011 | The Inbetweeners Movie             | Alison           | Nominatie – Empire Award for Best Female Newcomer |
| 2011 | Rage of the Yeti                   | Ashley           | Televisiefilm                                     |
| 2012 | Storage 24                         | Nikki            |                                                   |
| 2012 | House Cocktail                     | The Beautiful    | Korte film                                        |
| 2014 | Guardians of the Galaxy            | Meredith Quill   |                                                   |
| 2017 | Transformers: The Last Knight      | Vivian Wembley   |                                                   |
| 2017 | Guardians of the Galaxy Vol. 2     | Meredith Quill   |                                                   |
| 2022 | Downton Abbey: A New Era           | Myrna Dalgleish  |                                                   |

### Televisie
| Jaar      | Titel                     | Rol                             | Opmerkingen                                |
| --------- | ------------------------- | ------------------------------- | ------------------------------------------ |
| 2007      | My Family                 | Melanie                         | Aflevering: "Life Begins at Fifty"         |
| 2007      | Comedy Showcase           | Nicky                           | Aflevering: "Plus One"                     |
| 2008      | Honest                    | Kacie Carter                    |                                            |
| 2008      | The Palace                | Lady Arabella Worthesley Wolsey | 2 afleveringen                             |
| 2009      | Monday Monday             | Natasha                         |                                            |
| 2009–2011 | How Not to Live Your Life | Samantha                        |                                            |
| 2011      | Strike Back: Project Dawn | Dr. Clare Somersby              | 2 afleveringen                             |
| 2012      | Upstairs, Downstairs      | Beryl Ballard                   |                                            |
| 2012      | Missing                   | Susan Grantham                  | 2 afleveringen                             |
| 2013      | Dancing on the Edge       | Josephine                       | Aflevering: "Interviewing Louis"           |
| 2014      | Ripper Street             | Lady Vera                       | Aflevering 6: "The Incontrovertible Truth" |
| 2013–2015 | Da Vinci's Demons         | Lucrezia Donati                 |                                            |
| 2016      | The Level                 | Hayley Svrcek                   |                                            |
| 2020      | White Lines               | Zoe Collins                     |                                            |
| 2022      | The Recruit               | Max Meladze                     | 8 afleveringen seizoen 1                   |

### Theater
| Jaar | Titel              | Rol    | Opmerkingen         |
| ---- | ------------------ | ------ | ------------------- |
| 2009 | Famous Last        | Treena | Orange Tree Theatre |
| 2009 | Rutherford and Son | Mary   | Northern Stage      |

- Biblioteca Nacional de España: XX5340744
- Gemeinsame Normdatei: 1058113496
- International Standard Name Identifier: 0000 0003 9955 9500
- Library of Congress Control Number: no2012159404
- MusicBrainz: 75e55a05-4879-455e-9cdc-5d05dfdb4ad1
- Nederlandse Thesaurus van Auteursnamen: 371685907
- Système universitaire de documentation: 184305136
- Virtual International Authority File: 294019721
- WorldCat: E39PBJtxbKfp76pJK8fX9Q9hpP